# 스페퀼로스
스페퀼로스(플라망어: speculoos) 또는 스페퀼라스(네덜란드어: speculaas)는 벨기에와 네덜란드의 비스킷이다. 전통적으로 신터클라스의 날(12월 6일) 또는 전야(12월 5일 밤)에 먹는다.

## 사진 갤러리

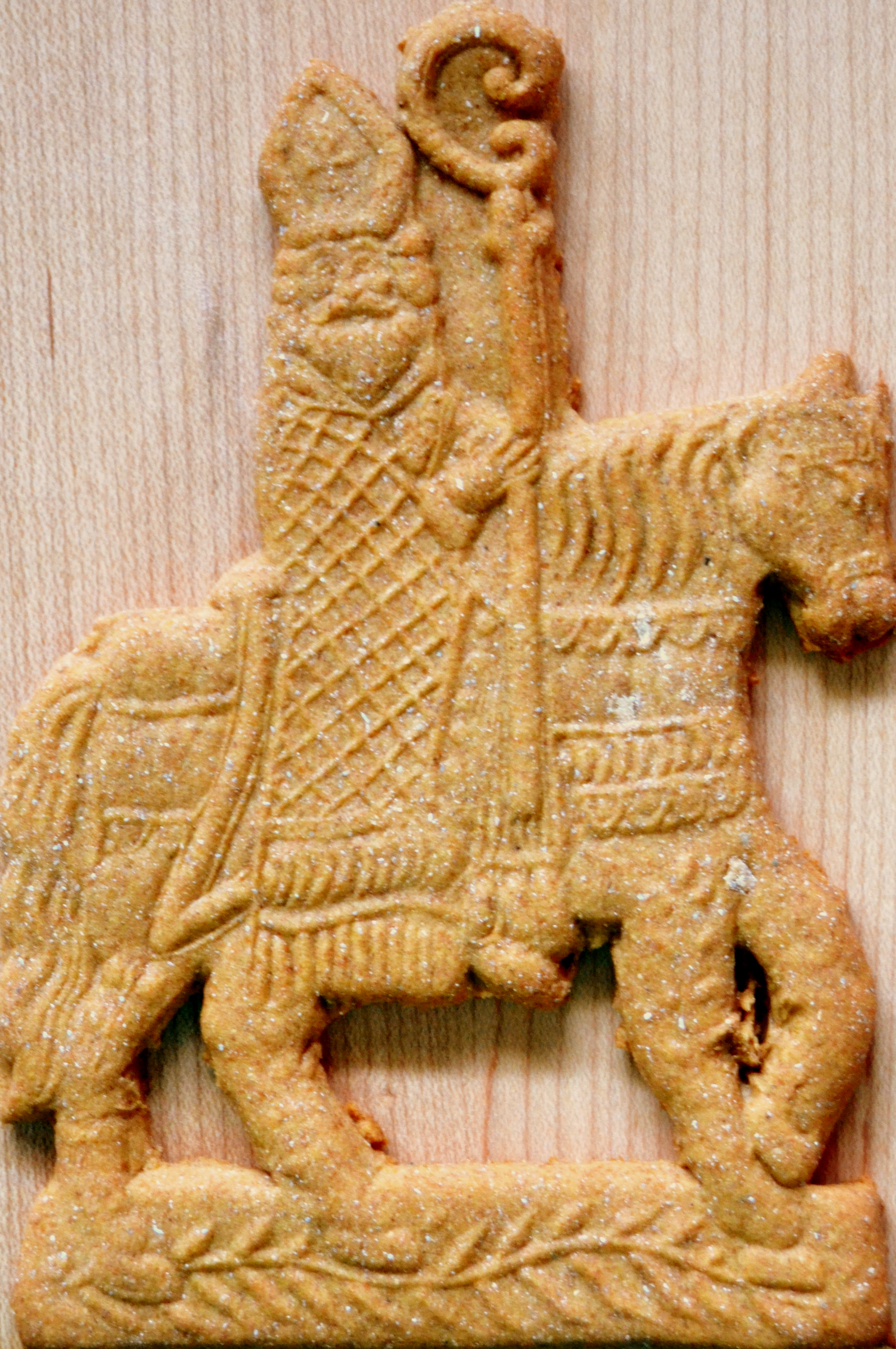
신터클라스 모양 스페퀼로스
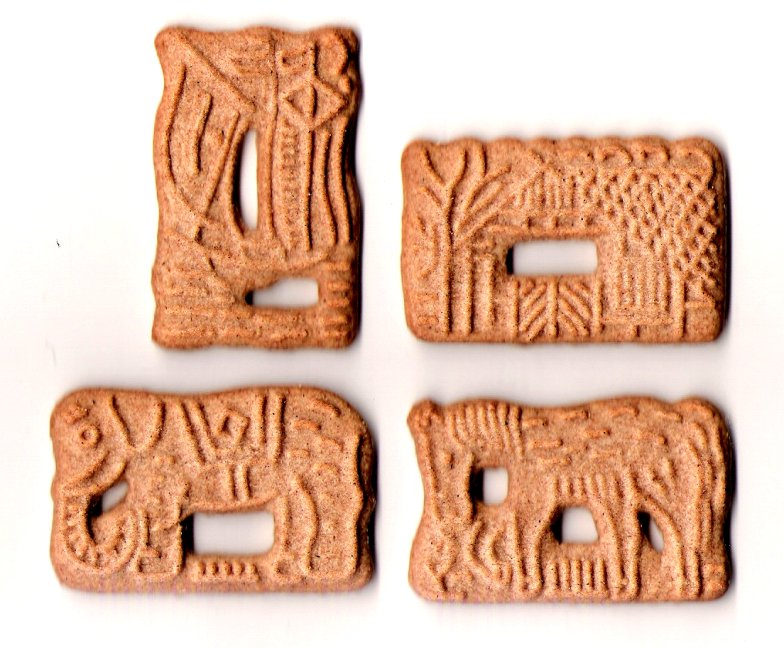
배, 농가, 코끼리, 말 모양 스페퀼로스
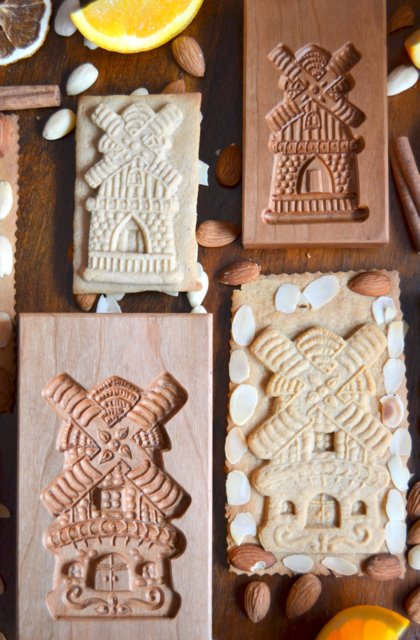
네덜란드 풍차 모양 스페퀼로스
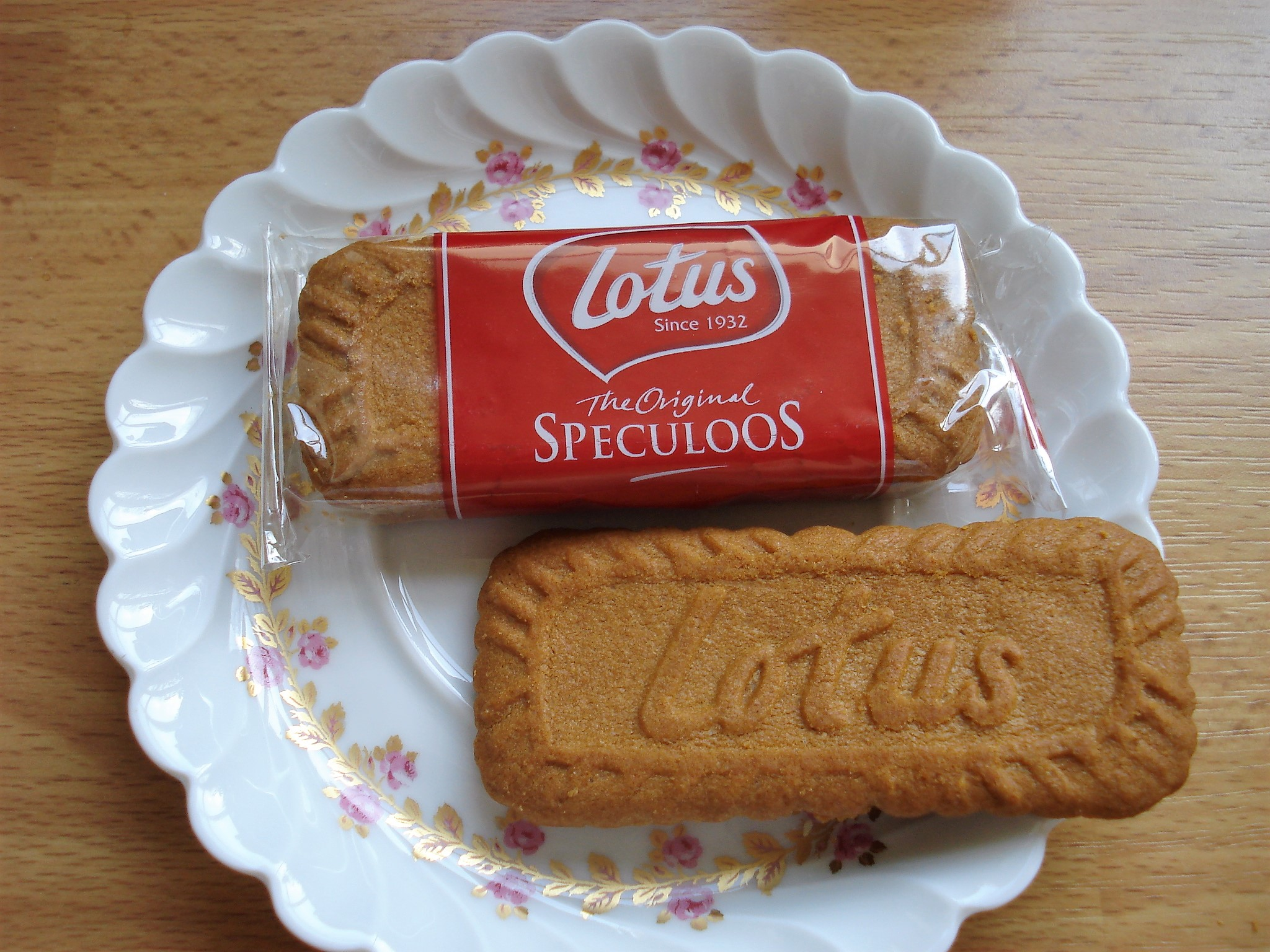
로투스 스페퀼로스
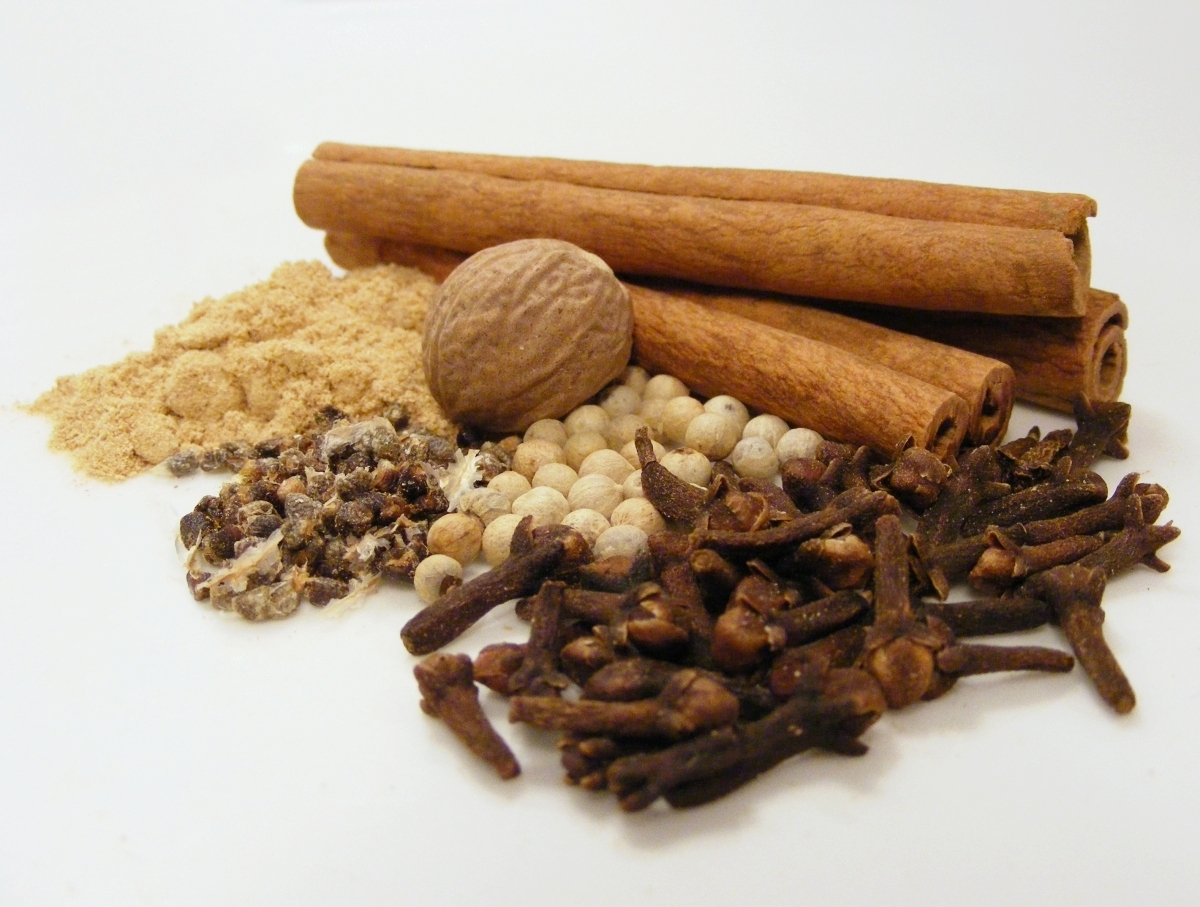
스페퀼로스 향신료
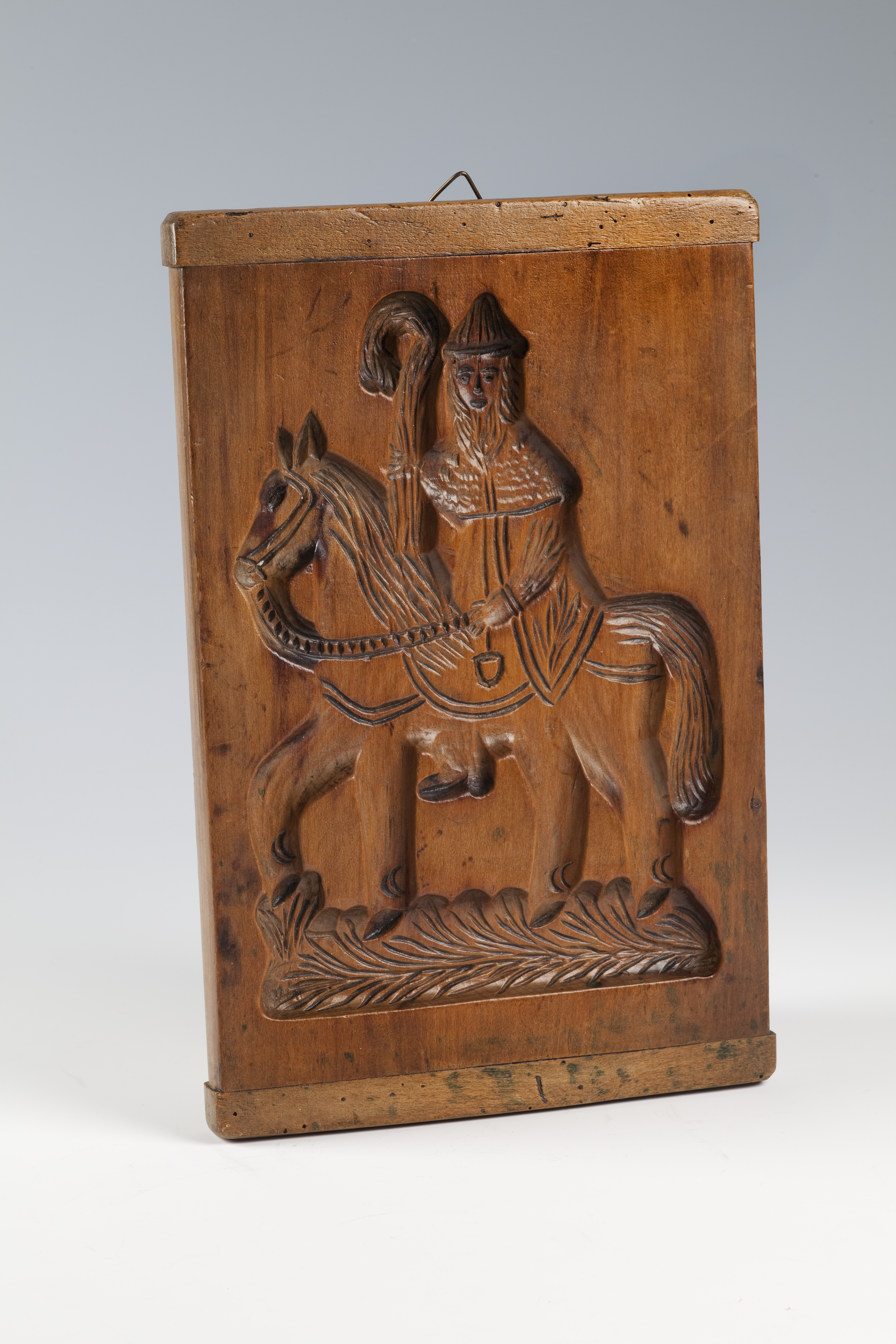
신터클라스 모양 스페퀼로스 틀
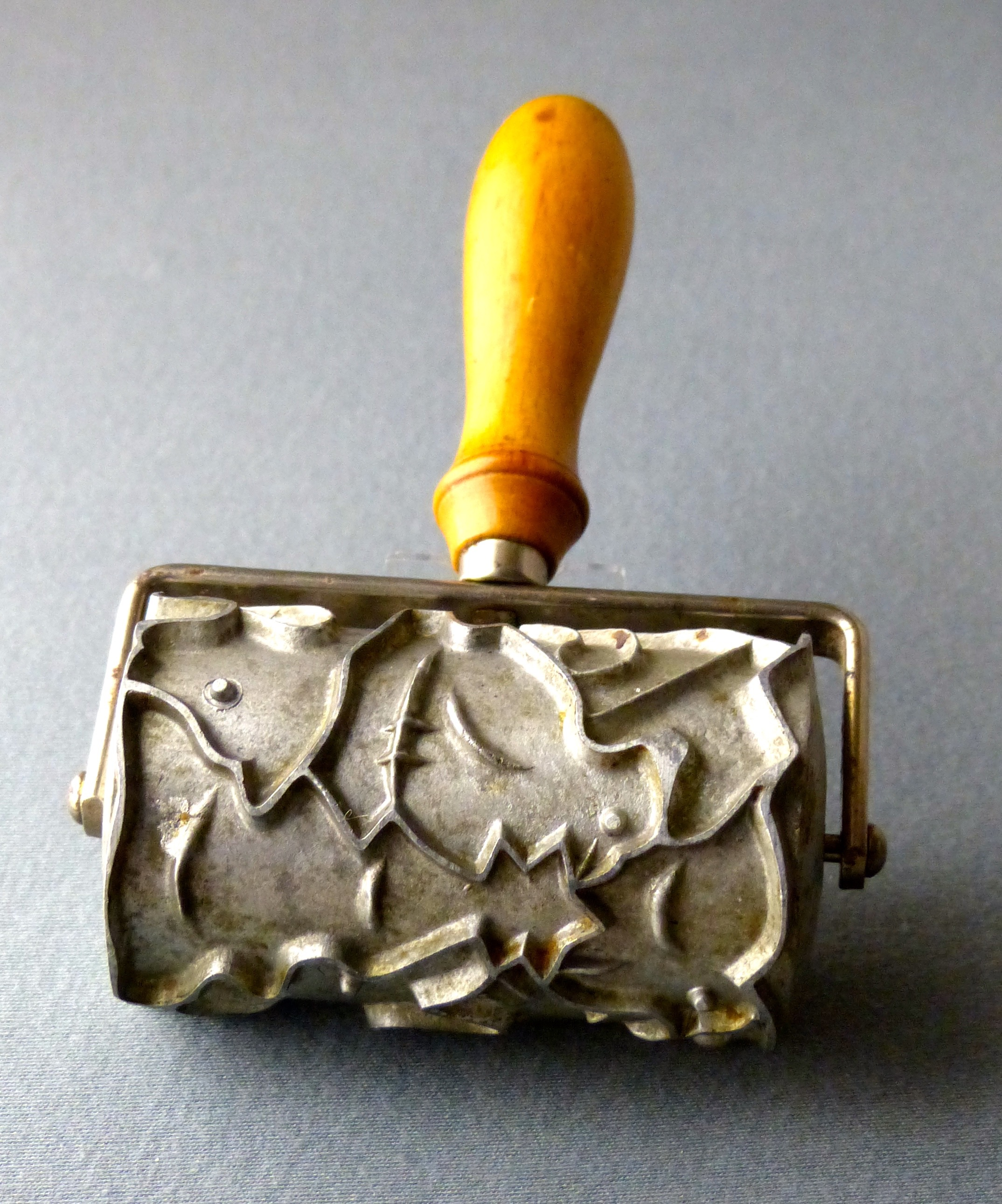
롤러형 스페퀼로스 틀
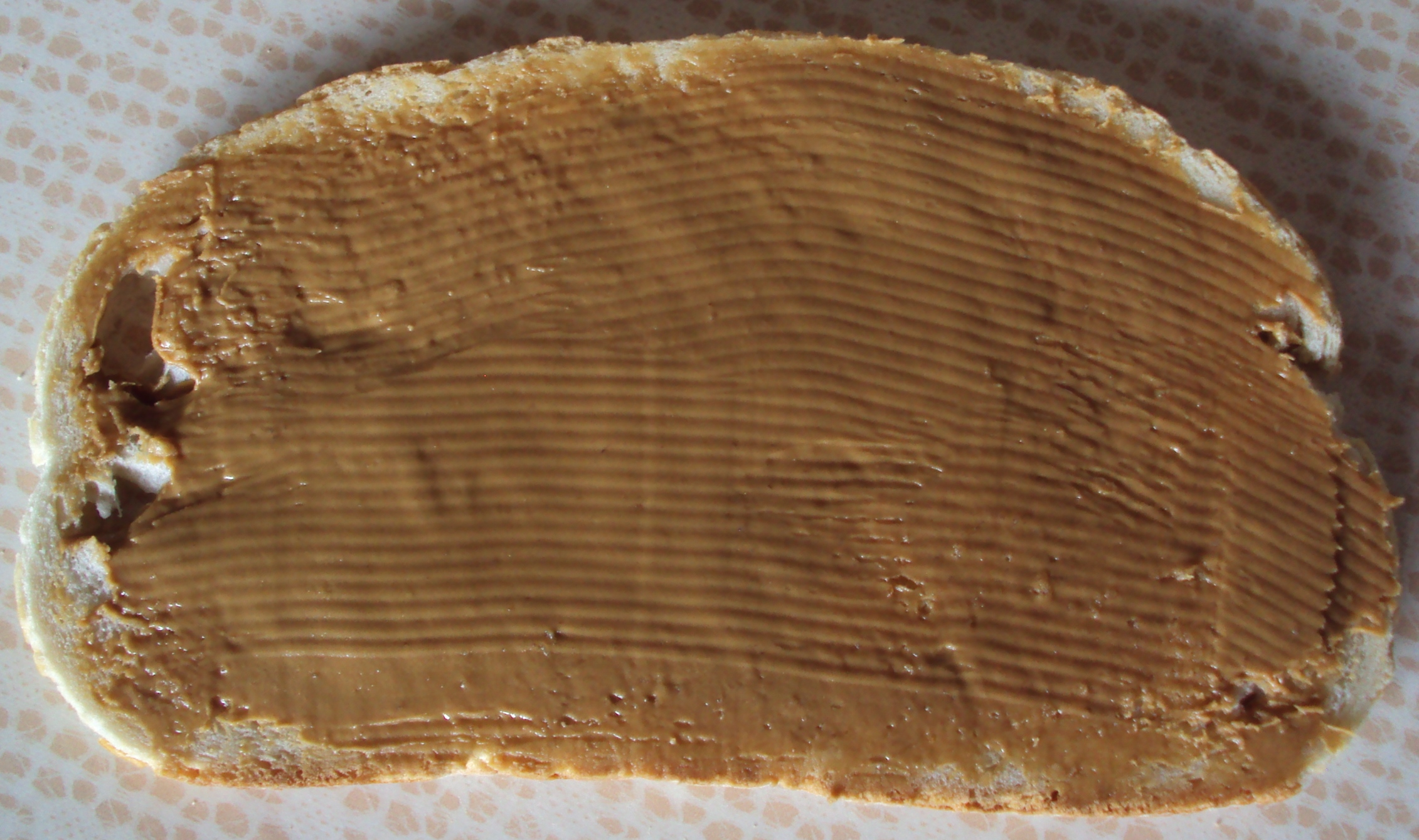
스페퀼로스 만들기
- 스페퀼로스 스프레드

## 같이 보기
- 생강 쿠키